# Famechon (Pas-de-Calais)
Famechon je francouzská obec v departementu Pas-de-Calais v regionu Hauts-de-France. V roce 2014 zde žilo 116 obyvatel.

## Poloha obce
Obec leží u hranic departementu Pas-de-Calais s departementem Somme.
Sousední obce jsou: Authie (Somme), Pas-en-Artois, Orville (Pas-de-Calais), Pommera, Thièvres a Thièvres (Somme).

## Vývoj počtu obyvatel
Počet obyvatel